# Varroagevoelige hygiëne

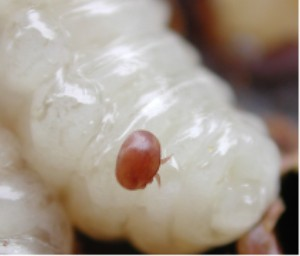
Varroa op bijenlarve

Varroagevoelige hygiëne (VGH; ook wel Varroa Sensitive Hygiene (VSH)) is een eigenschap van de honingbij (Apis mellifera) om broed dat geparasiteerd wordt door de varroamijt (Varroa destructor), voornamelijk poppen, te detecteren en te verwijderen. De varroamijt is momenteel een van de belangrijkste bedreigingen voor de honingbij wereldwijd. De mijt verzwakt de bij door het zuigen van het vetlichaam bij de larven. Verpopte bijen kunnen indien er sprake is van een zware besmetting zwaar misvormd uit de cel komen waardoor zij van geen nut zijn voor de kolonie. De kolonie zal hierdoor langzaamaan uitsterven. Daarnaast kan de varroamijt virussen overbrengen, wat de weerstand van het volk nog verder ondermijnt. Niet voor niets wordt de varroamijt als een belangrijke factor gezien in de 'bijenverdwijnziekte' of Colony Collapse Disorder.

## VGH
Bijen met de VGH-eigenschap zullen de geïnfecteerde poppen uit de cellen halen en uit de kolonie verwijderen. Gevolg is dat er slechts een zeer laag aantal mijten volwassen worden en zich kunnen voortplanten en dat de infectiegraad van het broed daalt met meer dan 70 %.
Hoe de bijen de varroamijten kunnen ontdekken in de broedcellen is momenteel nog niet duidelijk.

## Selectie en inkruisen
De selectie op deze extreme kruiseigenschap gebeurde voor het eerst door de USDA Honey Bee Breeding, Genetics and Physiology Laboratory in Baton Rouge in de Verenigde Staten. Hiervoor werd er gebruikgemaakt van enkele kolonies waarin de aangroei van de mijtenpopulatie slechts heel traag gebeurde. De eigenschap die dit veroorzaakte bleek overerfbaar te zijn. Een VGH-kolonie slaagt erin om de mijtenpopulatie zodanig onder de duim te houden dat er minder of zelfs geen accariciden gebruikt hoeven te worden. De kruising tussen het speciaal geselecteerde VGH-ras en andere honingbijrassen resulteert in een kolonie met een gemiddelde hygiënische activiteit. De VGH-eigenschap zal dus moeten ingekruist worden in de bestaande rassen met als uiteindelijk doel bijvoorbeeld een Buckfast- of Carnicabij die naast al hun goede eigenschappen (zwermtraagheid, haaldrift, niet agressief ...) ook deze VGH-reflex hebben.

## Efficiënt tegen andere parasieten
De vraag is of deze eigenschap ook effect heeft op bijvoorbeeld Tropilaelaps-mijten en de kleine kastkever. De Tropilaelaps spp. is een mijt die van oorsprong voorkomt in Azië op de reuzenbij Apis dorsata. De kleine kastkever (Aethina tumida) is een klein kevertje dat oorspronkelijk enkel in Zuid-Afrika voorkwam. De kever heeft zich echter verspreid naar de rest van de wereld. De larve van deze kever eet alles wat hij in de bijenkast tegenkomt: was, honing, broed ...